# Língua córnica
A língua córnica ou córnico (Kernewek ou Kernowek [kəɾˈnuːək] (escutarⓘ)) é uma língua céltica insular do grupo britônico, falada na península da Cornualha, no sudoeste da Inglaterra, Reino Unido.
O córnico se desenvolveu do britônico aproximadamente durante o século V. Foi a língua das comunidades locais até ser extinto no final século XVIII. Desde o início do século XX vem-se tentando revitalizar o idioma, e atualmente é falado como língua principal por 567 pessoas e em algum nível de inteligibilidade por aproximadamente 8000 indivíduos. Apesar dos esforços, a UNESCO classifica o córnico como Criticamente Ameaçado no Atlas Mundial de Línguas Ameaçadas [en].

## Etimologia
O nome "Kernewek" é composto de duas partes:
- Kernow- ("Cornualha"): tem origem no protocelta "*kernos" ("cabo" ou "ponta").[11]
- -ek (adjetivo sufixado): equivalente a "-ês", "-ano" e "-ico" no português.[5]

## Distribuição

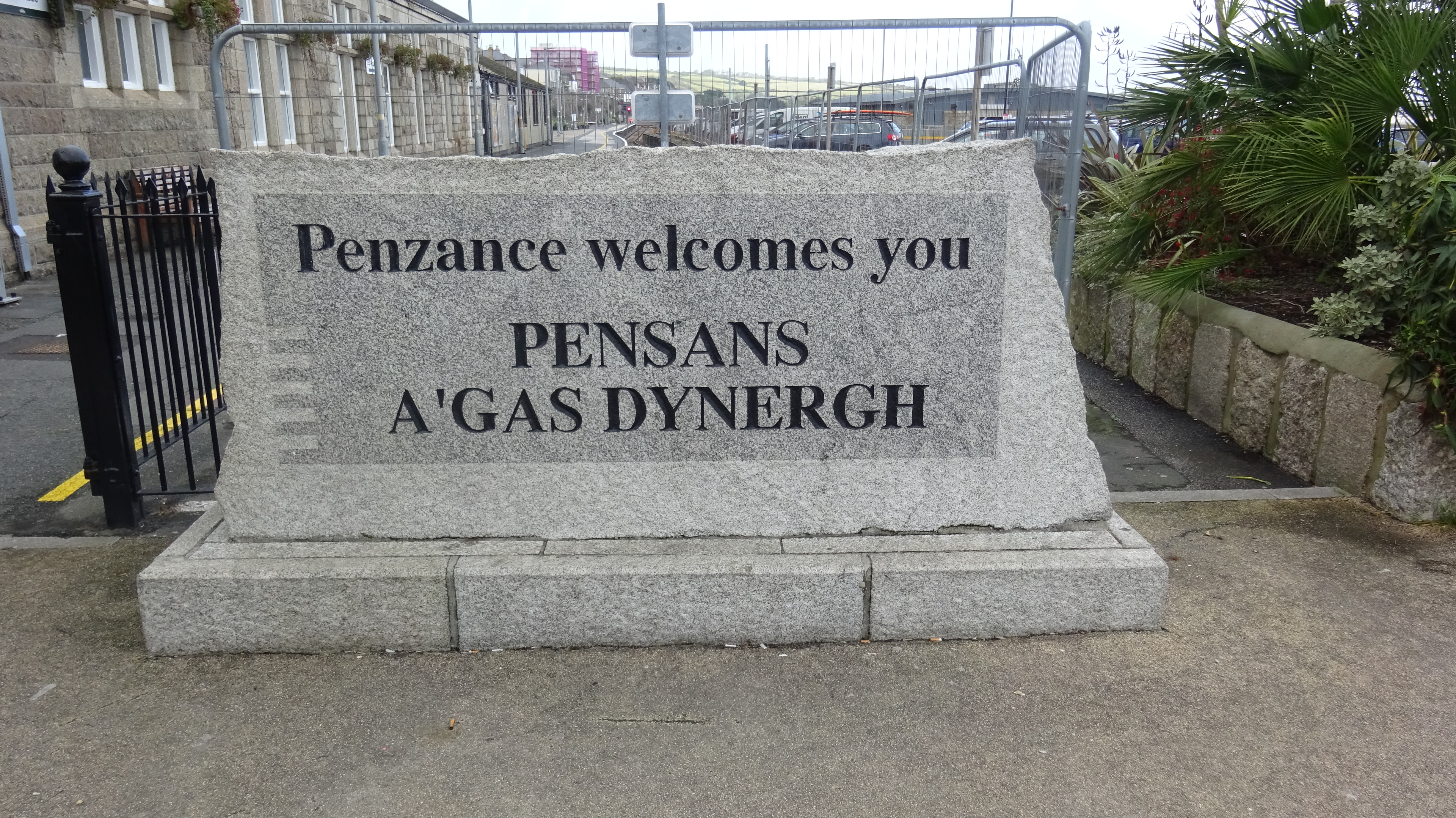
Placa de boas vindas na estação de trem de Penzance em inglês e córnico

Historicamente, o córnico era falado em toda península da Cornualha e nas Ilhas Scilly, que pertencem ao Condado da Cornualha. Por ser uma língua do ramo britônico, o córnico está relacionado principalmente ao galês e ao bretão.
O córnico possui dois dialetos principais reconhecidos pela Forma Escrita Padrão: 
- Revived Middle Cornish ou RMC (em português:  Córnico Médio Revivido) (em córnico:  Kernewek Kres Dasserghys ou KKD): Baseado no córnico médio (1200-1575).[13][14]
- Revived Late Cornish ou RLC (em português:  Córnico Tardio Revivido) (em córnico:  Kernewek Diwedhes Dasserghys ou KDD): Baseado no córnico tardio (1575-1800).[13][14]

Além dessas, existem outras variações do córnico revivido como o Tudor Cornish (TC) e o Kernewek Kemmyn (KK).

## História

### Córnico Primitivo (600 - 800)
Estágio inicial do córnico, não existem registros escritos desse período, mas é lógico pensar que o córnico ainda era bem semalhante aos outros dialetos britônicos da região, como o galês primitivo e o devônico. A origem do córnico está relacionada com a chegada das tribos germânicas na Grã-Bretanha, que restringiram os celtas à região a oeste de Gloucester, assim, a maior parte dos povos celtas ficou na região conhecida como Weallas ("terra dos estrangeiros") pelos saxões, enquanto a outra parte permaneceu na região conhecida como Dummonia, atual Devon e Cornualha.

### Córnico Antigo (800 - 1200)

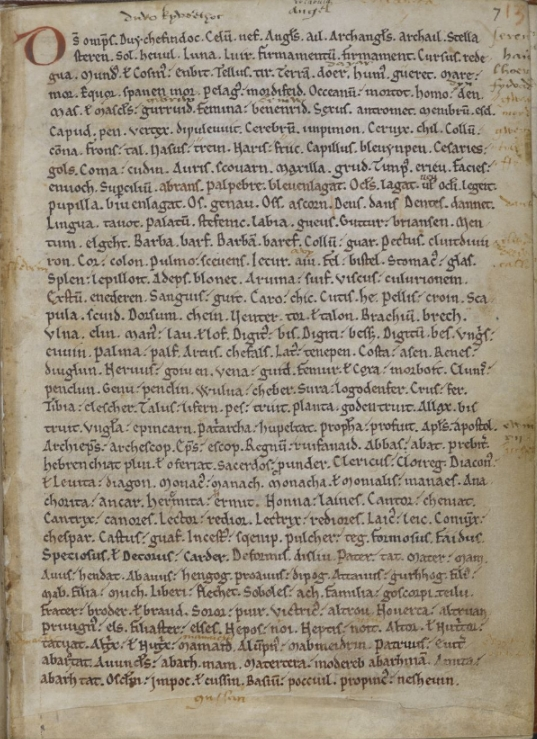
Primeira página do Vocabularium Cornium

É desse período o registro escrito mais antigo de córnico já encontrado, uma glosa em um manuscrito em latim de Consolatio Philosophiae de Boécio. O registro mais importante desse período é o Vocabularuim Cornicum datado de c. 1100, aparentemente, é baseado no "Léxicon Inglês-latim" de Ælfric de Eynsham. Esse maunscrito apareceu sob o título Vocabularium Wallicum, por causa disso, durante muitos anos acreditou-se que se tratava de um texto em galês antigo, somente em 1707 que Edward Lhyud identificou o texto como sendo córnico antigo.
Com o passar dos anos, as hordas saxãs continuaram a avançar no território da Dummonia, e até o ano de 936, o Rei Etelstano havia confinado a Weallas Ocidental à península a oeste do rio Tamar, que corresponde ao território atual do Condado da Cornualha. Isso fez com que boa parte da população abandonasse sua terra natal e fugisse para locais como as Astúrias e a Galiza, onde eles fundaram o condado da Britônia, e para a Armórica, que foi renomeada Bretanha ou Breten Vyhan ("Pequena Bretanha").

### Córnico Médio (1200 - 1575)
Esse período pode ser subdivido em duas partes: a primeira de 1200 a 1497, considerada a época mais produtiva do idioma, sendo que aproximadamente 75% de todo o corpus tradicional data desse período.
O segundo período se inicia em 1497, ano da rebelião contra a Monarquia Inglesa, e vai até 1575, é marcado principalmente pelo início do declínio da língua. Apesar da perda de território e falantes nativos, a cultura da Cornualha ainda continuava viva, com peças de mistério sendo performadas em teatros ao ar livre chamados de plenys an gwary ("local de atuação"). 

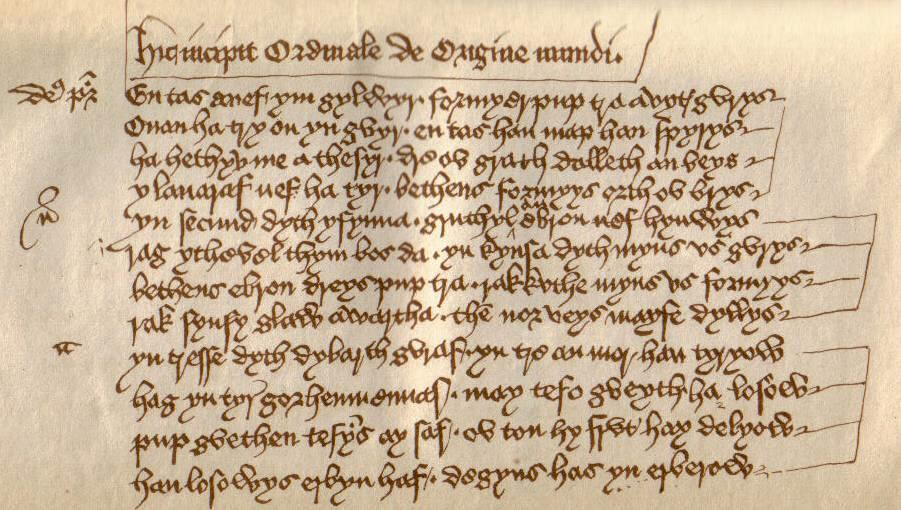
Primeiros versos de Origo Mundi, primeira parte de Ordinalia

Algumas das peças sobreviveram até hoje, entre elas está a trilogia Ordinalia, que consiste nas partes: Ordinale de Origine Mundi ou Origo Mundi (A Origem do Mundo), Passio Domini Nostri Jhesu Christi ou Passio Christi (A Paixão de Cristo) e Ordinale de Resurrexione Domini ou Resurrexio Domini (A Ressureição do Senhor). Outros exemplos de peças córnicas são Beunans Ke (A Vida de São Ké), Beunans Meriasek (A Vida de São Meriasek) e Gwreans an Bys (A Criação do Mundo).
Essas peças refletem a influência da Igreja Católica na região, que permaneceu fiel à Igreja de Roma até o surgimento da Igreja Anglicana, que ajudou a implantar a política dos Tudors. Em 1549 havia ocorrido outra rebelião, dessa vez em resposta à introdução do livro inglês "Livro de Oração Comum" por Henrique VII em 1547, que obrigou a população a usá-lo independentemente do seu conhecimento em inglês, o que foi crucial pro início do declínio da língua.

### Córnico Tardio (1575 - 1800)
Durante esse período, a Cornualha e a Inglaterra ainda eram tratados como países diferentes, apesar disso a língua córnica já havia chegado num ponto sem retorno. Dois séculos foram suficientes para que o córnico fosse de língua primária falada por aproximadamente metade da população para uma "língua de curiosidade" para linguistas. O  córnico era tido como uma "língua atrasada" e era associado com católicos. A nobreza da Cornualha abandonou seu uso completamente e posteriormente a população comum fez o mesmo, o córnico se tornou uma língua das classes mais baixas e dos pescadores na parte mais a oeste da península. O inglês adquiriu o status de língua dominante na região, e poucos textos em córnico foram escritos durante esse período.

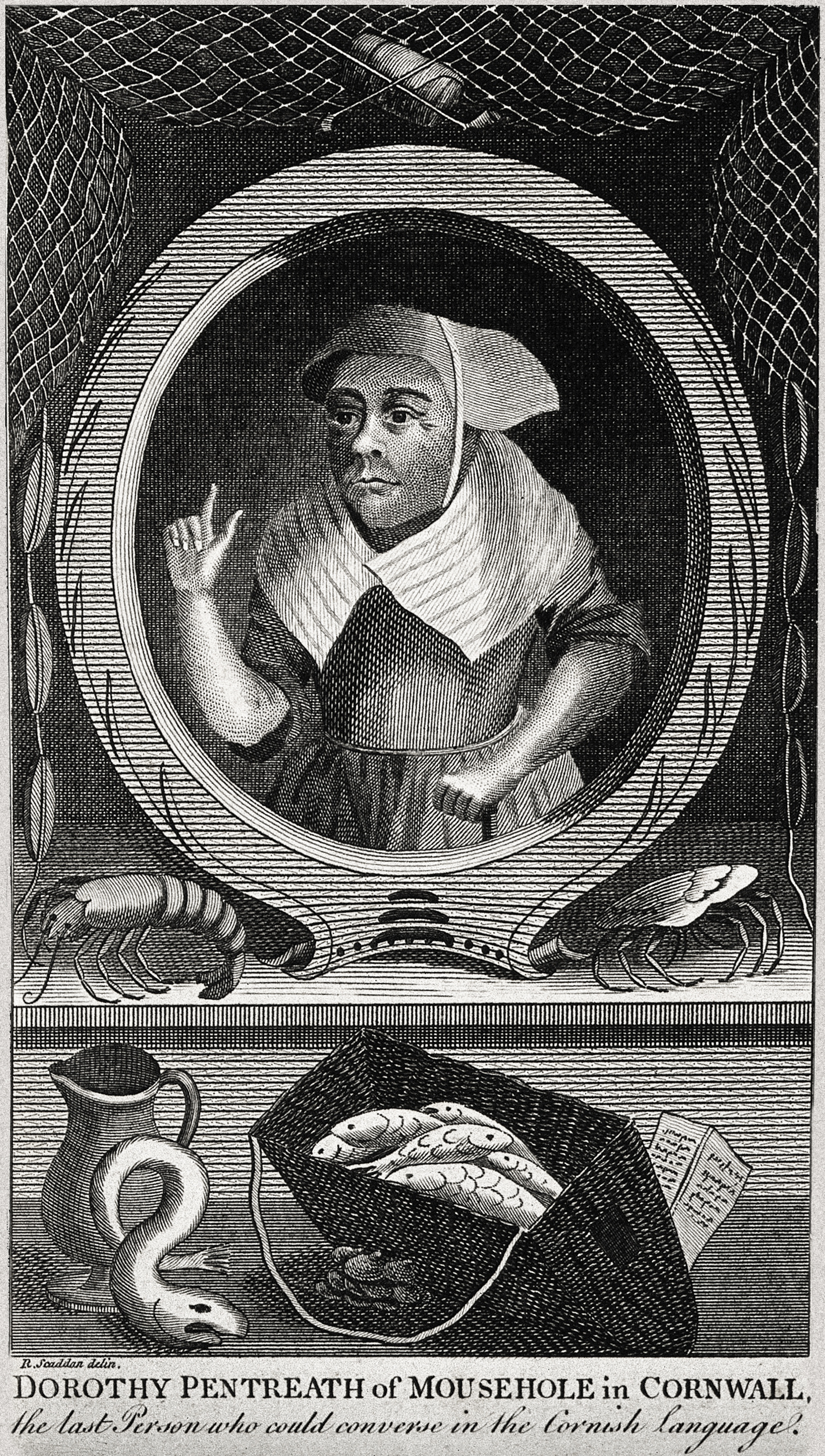
Dorothy Pentreath (1692-1777)

Apesar disso, alguns intelectuais da classe média, percebendo a situação terminal da sua língua materna, começaram a traduzir textos. Mesmo com os esforços de parte da população local, e até de outras pessoas não nativas, como o esstudioso galês Edward Lhyud, que chegou na cornualha em 1700 e tentou descrever a língua e o seu status naquela época, o córnico já estava condenado, e até o final do século XVIII a língua já havia sido reduzida a alguns remanescentes isolados. Um dos últimos falantes mais conhecidos é Dorothy Pentreath que morreu em 1777 e é conhecida como a última falante monoglota de córnico.

### Córnico Revivido (1904 - atualmente)
A primeira tentativa de reviver a língua ocorreu em 1904 quando Henry Jenner lançou o livro A Handbook of the Cornish Language. Em contraste com trabalhos anteriores sobre a língua, o livro era direcionado "principalmente às pessoas de nacionalidade córnica que queriam aprender sobre a língua antiga da região, a ler, escrever e até mesmo falar". Um dos principais problemas dessa primeira tentativa é que não havia uma ortografia padronizada, o que dificultava a comunicação entre os poucos falantes de córnico dessa época. Por isso, em 1929, Morton Nance publicou o livro Cornish for All, onde ele definiu uma norma padrão para língua referida como Kernewek Unys ("Córnico Unificado"), Nance baseou sua ortografia no córnico médio, principalmente em Ordinalia. Apesar da intenção de Nance de ser uma solução para o problema da ortografia, ele não conseguiu agradar a todos e durante muitas décadas houve uma falta de concordância entre os falantes.
Somente em 1991, Richard Gendall produziu uma nova ortografia para o córnico, Nowedga ou "Córnico Tardio". Quase ao mesmo tempo, Ken George criou o Kernewek Kemmyn ("Córnico Comum"), baseado na pronunciação que o córnico médio supostamente teria. Essa versão acabou se tornando a mais popular, e foi adotada pelo Kesva an Taves Kernewek ou Conselho da Língua Córnica. Ainda assim, alguns falantes assim como algumas organizações, ainda mantinham o uso do Córnico Unificado e Córnico Tardio. Foi quando em 2008, após várias reuniões com representantes das diversas ortografias existentes, que o córnico finalmente possuiu uma ortagrafia oficial, universalmente aceita, a Forma Escrita Padrão (em córnico:  Furv Skrifys Savonek ou FSS).
Hoje em dia a presença da língua ainda é bem forte, apesar de não ser tão falada, muitas toponímias da região possuem nomes em córnico e a língua é utilizada em muitos eventos culturais.

## Fonologia

### Vogais
No geral, existe uma grande diferença entre os fonemas vocálicos do Córnico Médio Revivido e do Córnico Tardio Revivido, além disso vale destacar a presença de vogais curtas e longas em ambos os dialetos.
|             |       | Anterior | Posterior |
| ----------- | ----- | -------- | --------- |
| Fechada     | Curta | i y      | ɪ u       |
| Fechada     | Longa | iː yː    | ɪː uː     |
| Semifechada | Curta | e        | ɤ         |
| Semifechada | Longa |          | oː        |
| Semiaberta  | Curta | ɛ œ      | ɔ         |
| Semiaberta  | Longa | ɛː œː    | ɔː        |
| Aberta      | Curta | a        |           |
| Aberta      | Longa | aː       |           |

|             |       | Anterior | Posterior |
| ----------- | ----- | -------- | --------- |
| Fechada     | Curta | i        | ʊ         |
| Fechada     | Longa | iː       | uː        |
| Semifechada | Curta | ɪ        | ɤ         |
| Semifechada | Longa | eː       | oː        |
| Semiaberta  | Curta | ɛ æ      | ɔ         |
| Semiaberta  | Longa | ɛː æː    | ɔː        |
| Aberta      | Curta | a        | ɒ         |
| Aberta      | Longa |          | ɒː        |

Quando /æ/, /ɛ/, /ɔ/, /ɤ/ e /ʊ/ forem átonos, eles podem ser pronunciados como /ə/ no Córnico Tardio Revivido.

### Ditongos
Assim como nas vogais, os ditongos de ambos os dialetos variam bastante, abaixo temos duas tabelas indicando os ditongos de cada variante.
| Ponto inicial | Ponto inicial   | Ponto final | Ponto final |
| Ponto inicial | Ponto inicial   | Anterior    | Posterior   |
| ------------- | --------------- | ----------- | ----------- |
| Fechada       | não arredondada | (ʊɪ)        | iʊ, ɪʊ      |
| Fechada       | arredondada     |             | yʊ          |
| Média         | não arredondada | ɛɪ          | ɛʊ          |
| Média         | arredondada     | ɔɪ          | ɔʊ          |
| Aberta        | não arredondada | aɪ          | aʊ          |

| Ponto inicial | Ponto inicial   | Ponto final | Ponto final |
| Ponto inicial | Ponto inicial   | Anterior    | Posterior   |
| ------------- | --------------- | ----------- | ----------- |
| Fechada       | não arredondada | (ʊɪ)        | ɪʊ          |
| Média         | não arredondada | əɪ          | ɛʊ          |
| Média         | arredondada     | ɔɪ          | ɔʊ          |
| Aberta        | não arredondada |             | æʊ          |

O ditongo [ʊɪ] é alofone de [ɔɪ] em pronunciações mais conservadoras de palavras monossilábicas como oy ("ovo") e moy ("mais") tanto no Córnico Médio Revivido quanto no Córnico Tardio Revivido.

### Consoantes
Em contraste com as vogais e ditongos, as consoantes do Córnico Médio Revivido e Córnico Tardio Revivido são basicamente as mesmas, a principal diferença está na presença de consoantes geminadas exclusivamente no Córnico Médio Revivido e de aspiração e consoantes pré-oclusivas no Córnico Tardio Revivido.
|             |             | Bilabial | Labiodental | Dental | Alveolar | Pós-Alveolar | Palatal | Labiovelar | Velar | Glotal |
| ----------- | ----------- | -------- | ----------- | ------ | -------- | ------------ | ------- | ---------- | ----- | ------ |
| Plosiva     | Simples     | p b      |             |        | t d      |              |         |            | k ɡ   |        |
| Plosiva     | Geminada    | pː       | tː          | kː     |          |              |         |            |       |        |
| Africada    | Simples     |          |             |        |          | t͡ʃ d͡ʒ        |         |            |       |        |
| Africada    | Geminada    | t͡ʃː      |             |        |          |              |         |            |       |        |
| Nasal       | Simples     | m        |             |        | n        |              |         |            |       |        |
| Nasal       | Geminada    | mː       | nː          |        |          |              |         |            |       |        |
| Vibrante    | Simples     |          |             |        | r        |              |         |            |       |        |
| Vibrante    | Geminada    | rː       |             |        |          |              |         |            |       |        |
| Fricativa   | Simples     |          | f           | θ ð    | s z      | ʃ            | x       | ʍ          |       | h      |
| Fricativa   | Geminada    | fː       | θː          | sː     | ʃː       | xː           |         |            |       |        |
| Aproximante | Aproximante |          |             |        |          |              | j       | w          |       |        |
| Lateral     | Simples     |          |             |        | l        |              |         |            |       |        |
| Lateral     | Geminada    | lː       |             |        |          |              |         |            |       |        |

|             |                   | Bilabial | Labiodental | Dental | Alveolar | Pós-Alveolar | Palatal | Labiovelar | Velar | Glotal |
| ----------- | ----------------- | -------- | ----------- | ------ | -------- | ------------ | ------- | ---------- | ----- | ------ |
| Plosiva     | Plosiva           | p b      |             |        | t d      |              |         |            | k ɡ   |        |
| Africada    | Africada          |          |             |        |          | t͡ʃ d͡ʒ        |         |            |       |        |
| Nasal       | Simples           | m        |             |        | n        |              |         |            |       |        |
| Nasal       | Pré-oclusiva [en] | ᵇm       | ᵈn          |        |          |              |         |            |       |        |
| Vibrante    | Vibrante          |          |             |        | r        |              |         |            |       |        |
| Tepe/Flepe  | Simples           |          |             |        | ɾ        |              |         |            |       |        |
| Tepe/Flepe  | Aspirada          | ɾʰ       |             |        |          |              |         |            |       |        |
| Fricativa   | Fricativa         |          | f v         | θ ð    | s z      | ʃ            | x       | ʍ          |       | h      |
| Aproximante | Aproximante       |          |             |        | ɹ        |              | j       | w          |       |        |
| Lateral     | Simples           |          |             |        | l        |              |         |            |       |        |
| Lateral     | Aspirada          | lʰ       |             |        |          |              |         |            |       |        |

### Mutações
Assim como em todas as línguas célticas modernas, no córnico algumas consoantes sofrem mutação a depender da palavra que as precede. A forma básica, isto é, a palavra sem nenhuma alteração, é chamada de 1º estado. Existem cinco tipos de mutação possíveis, numeradas 2º, 3º, 4º, 5º e 6º estado.
- 1º estado: forma básica da palavra.
- 2º estado: lenição
- 3º estado: aspiração
- 4º estado: fortição
- 5º estado: mutação mixa I
- 6º estado: mutação mixa II. Ocorre após o pronome pessoal "′th"

| Radical 1º estado         | Lenição 2º estado | Aspiração 3º estado | Fortição 4º estado | Mixa I 5º estado | Mixa II 6º estado |
| ------------------------- | ----------------- | ------------------- | ------------------ | ---------------- | ----------------- |
| B                         | V                 |                     | P                  | F                | V                 |
| Ch                        | J                 |                     |                    |                  |                   |
| D                         | Dh                |                     | T                  | T                | T                 |
| G + a G + e G + i G + y   | ⌀                 |                     | K                  | H                | H                 |
| G + l G + r               | ⌀                 |                     | K                  |                  |                   |
| Gw                        | W                 |                     | Kw                 | Hw               | W                 |
| G + o G + u G + ro G + ru | W                 |                     | K                  | Hw               | W                 |
| K                         | G                 | H                   |                    |                  |                   |
| M                         | V                 |                     |                    | F                | V                 |
| P                         | B                 | F                   |                    |                  |                   |
| T                         | D                 | Th                  |                    |                  |                   |

## Ortografia
A Forma Escrita Padrão (em córnico:  Furv Skrifys Savonek ou FSS) foi criada em 2008 com objetivo de ser uma base comum para todas as diferentes variantes de córnico faladas atualmente, ela não tem o intuito de substituir as ortografias já existentes, mas sim de oferecer aos órgãos públicos e ao sistema de ensino uma ortografia universalmente aceita, inclusiva e neutra.
Ela incorpora elementos de inúmeras ortografias de córnico, incluindo: Unified Cornish, Kernewek Kemmyn, Modern Cornish, Unified Cornish Revised, Kernowek Standard e Kernewek Dasunys.

### Alfabeto
A Forma Escrita Padrão utiliza como sistema de escrita o alfabeto latino básico sem as letras "q" e "x", alguns grafemas representam fonemas diferentes para falantes de Córnico Médio Revivido e Córnico Tardio Revivido.
| Grafema | Fonema                          | Aproximação com o português                          |
| ------- | ------------------------------- | ---------------------------------------------------- |
| Aa      | /a(ː)/RMC /æ(ː)/RLC             | casa "é" mas mais aberto                             |
| Bb      | /b/                             | bonito                                               |
| Cc      | /s/                             | centro                                               |
| Dd      | /d/                             | dado                                                 |
| Ee      | /ɛ/, /ɛː/RMC /eː/RLC            | pé mesa                                              |
| Ff      | /f/ /v/RLC                      | fase vez                                             |
| Gg      | /g/                             | gato                                                 |
| Hh      | /h/                             | Honda                                                |
| Ii      | /i/RMC, /iː/ /ɪ/RLC             | vida cine                                            |
| Jj      | /d͡ʒ/                            | job (em inglês)                                      |
| Kk      | /k/                             | comer                                                |
| Ll      | /l/                             | lata                                                 |
| Mm      | /m/                             | medo                                                 |
| Nn      | /n/                             | nada                                                 |
| Oo      | /ɔ(ː)/ /ɤ/ /oː/RLC              | moda "ó" com os lábios não arredondados poço         |
| Pp      | /p/                             | pato                                                 |
| Rr      | /r/RMC /ɹ/RLC /ɾ/RLC            | perro (em espanhol) marketing caro                   |
| Ss      | /s/ /z/                         | seu casa                                             |
| Tt      | /t/                             | tato                                                 |
| Uu      | /ɪ/ /y(ː)/RMC /i(ː)/RLC /ɪʊ/RLC | cine über (em alemão) vida semelhante ao "io" em fio |
| Vv      | /v/                             | vez                                                  |
| Ww      | /w/                             | qual                                                 |
| Yy      | /j/                             | iodo                                                 |
| Zz      | /z/                             | casa                                                 |

Legenda:

RMC: fonema exclusivo do Córnico Médio Revivido.

RLC: fonema exclusivo do Córnico Tardio Revivido.

#### Dígrafos
O córnico faz uso dos seguintes dígrafos para representar fonemas que não podem ser representados por uma única consoante.
| Dígrafo | Fonema               | Aproximação com o português         |
| ------- | -------------------- | ----------------------------------- |
| Ch      | /t͡ʃ/                 | tchau                               |
| Dh      | /ð/                  | this (em inglês)                    |
| Eu      | /œ(ː)/RMC /e(ː)/RLC  | "é" com os lábios arredondados mesa |
| Gh      | /x/RMC /h/RLC /ʰ/RLC | ojo (em espanhol) Honda "Aspiração" |
| Hw      | /ʍ/                  | whine (em inglês)                   |
| Oa      | /ɒː/RLC              | thought (em inglês)                 |
| Oo      | /o(ː)/RMC /u(ː)/RLC  | poço uva                            |
| Ou      | /uː/, /u/RMC /ʊ/RLC  | uva pulo                            |
| Sh      | /ʃ/                  | chuva                               |
| Th      | /θ/                  | thin (em inglês)                    |

Legenda:

RMC: fonema exclusivo do Córnico Médio Revivido.

RLC: fonema exclusivo do Córnico Tardio Revivido.

### Variação ortográfica entre o RMC e o RLC
Para ser inclusiva com todas as variantes do córnico revivido, a Forma Escrita Padrão permite um pequeno número de variações na ortografia. A maior parte da variação entre as formas do Córnico Médio Revivido e Córnico Tardio Revivido é conectada usando grafias "guarda-chuva". Outras variações que refletem uma diferença na pronunciação entre o Córnico Médio Revivido e Córnico Tardio Revivido são acomodadas pelo uso de grafias variantes.

#### Grafias "guarda-chuva"
Existem quatro grafias "guarda-chuva" na Forma Escrita Padrão, que consistem em representar um som para os falantes de Córnico Tardio Revivido e outro pros falantes de Córnico Médio Revivido.
| Grafia | Fonema | Fonema   | Exemplos | Pronunciação | Pronunciação |
| Grafia | RMC    | RLC      | Exemplos | RMC          | RLC          |
| ------ | ------ | -------- | -------- | ------------ | ------------ |
| ⟨u⟩    | /y(ː)/ | /i(ː)/   | rudh     | [ryːð]       | [riːð]       |
| ⟨eu⟩   | /œ(ː)/ | /e(ː)/   | keus     | [kœːz]       | [keːz]       |
| ⟨oo⟩   | /o(ː)/ | /u(ː)/   | koos     | [koːz]       | [kuːz]       |
| ⟨gh⟩   | /x/    | /h/, /ʰ/ | flogh    | [flɔːx]      | [floːh]      |

#### Grafias variantes
Nos casos em que a diferença na pronunciação entre as variantes do córnico revivido é muito grande para ser unida usando uma grafia "guarda-chuva", a Forma Escrita Padrão as reconhece como de peso igual. Essas variações fazem com a que representações escritas de Córnico Médio Revivido e Córnico Tardio Revivido sejam visivelmente diferenciáveis uma da outra, ao mesmo tempo que as mantém similares o suficiente para serem entendidas por todos os leitores.
| Grafia | Grafia        | Exemplos | Exemplos | Significado |
| RMC    | RLC           | RMC      | RLC      | Significado |
| ------ | ------------- | -------- | -------- | ----------- |
| ⟨a⟩    | ⟨oa⟩ = /ɒː/   | bras     | broas    | grande      |
| ⟨ew⟩   | ⟨ow⟩          | tewlel   | towlel   | jogar       |
| ⟨-i⟩   | ⟨-ei⟩ = /-əɪ/ | chi      | chei     | casa        |
| ⟨mm⟩   | ⟨bm⟩          | tamm     | tabm     | peça        |
| ⟨nn⟩   | ⟨dn⟩          | penn     | pedn     | cabeça      |
| ⟨s⟩    | ⟨j⟩           | kerensa  | kerenja  | amor        |
| ⟨y⟩    | ⟨e⟩           | bys      | bes      | mundo       |

### Duração das vogais
Na Forma Escrita Padrão, a duração das vogais em monossílabas pode ser deduzida pela natureza da consoante ou das consoantes seguintes. Esse sistema é bastante semelhante ao do galês e ao de outras ortografias de córnico que indicam a duração das vogais.

#### Regras para a duração das vogais na FSS
1. Todas as vogais átonas são curtas.
2. Vogais em monossílabas tônicas são longas:
a. na posição final, como em ro, presente; da, bom; bre, colina;
b. antes de uma única consoante vozeada, como em mab, filho; hir, longo; mil, mil;
c. antes da oclusiva desvozeada ⟨k⟩ em palavaras como klok, capa, já que dígrafos como ⟨kk⟩ ou ⟨ck⟩ são usados spós uma vogal curta;
d. antes de uma fricativa, como em hav, verão; nos, noite; kath, gato;
e. antes do encontro consonantal ⟨st⟩ como em lost, cauda, para falantes de de Córnico Tardio Revivido ou Tudor Cornish;
f. antes dos encontros consonantais ⟨sp, st, sk⟩ para falantes de Kernewek Kemmyn em palavras como Pask, páscoa.
3. Vogais em monossílabas tônicas são curtas:
a. antes das oclusivas desvozeadas ⟨p⟩ e ⟨t⟩, como em hat, chapéu; top, topo;
b. antes de uma consoante dupla ⟨mm, nn, ll, rr, ff, ss...⟩, como em karr, carro; pell, longe;
c. antes de um encontro consonantal que não seja ⟨st, (sp, sk)⟩, como em park, campo; kans, cem.
4. Vogais tônicas em palavras polissilábicas: 
a. são normalmente curtas para falantes de Córnico Tardio Revivido;
b. são longas em sílabas abertas antes de uma única consoante ou dos encontros ⟨st, (sp, sk)⟩ para falantes de Kernewek Kemmyn e Córnico Médio Revivido conservador;
c. são curtas antes de consoantes duplas e outros encontros consonantais para todos os falantes.
Existem algumas exceções a essas regras, geralmente envolvendo palavras emprestadas.

### Consoantes Duplas
Além de indicar uma vogal curta, algumas consoantes duplas, dígrafos e trígrafos indicam uma consoante geminada no Córnico Médio Revivido ou um fortis (aspiração ou pré-oclusão) no Córnico Tardio Revivido.
| Consoante dupla | Fonema | Fonema |
| Consoante dupla | RMC    | RLC    |
| --------------- | ------ | ------ |
| mm ~ bn         | /mː/   | /ᵇm/   |
| nn ~ dn         | /nː/   | /ᵈn/   |
| ll              | /lː/   | /lʰ/   |
| rr              | /rː/   | /ɾʰ/   |
| pp              | /pː/   | /p/    |
| tt              | /tː/   | /t/    |
| kk, ck          | /kː/   | /k/    |
| ff              | /fː/   | /f/    |
| ss              | /sː/   | /s/    |
| tth             | /θː/   | /θ/    |
| -gh-            | /xː/   | /h/    |
| ggh             | /xː/   |        |
| ssh             | /ʃː/   |        |
| cch             | /t͡ʃː/  |        |

Existe um pequeno grupo de palavras que possui ⟨mm, nn⟩ no Córnico Médio Revivido, mas carecem da pré-oclusão ⟨bm, dn⟩ no Córnico Tardio Revivido. Algumas dessas palavras como jynn, motor, aparentam ser empréstimos do inglês após a pré-oclusão ter ocorrido, outras como gonn, sabe, foram substituídas por formas alternativas no Córnico Tardio Revivido, e somente depois atestadas na sua forma não pré-oclusiva no Córnico Médio Revivido. Essas palavras são escritas com ⟨mm, nn⟩ na Forma Escrita Padrão, já que a consoante dupla é necessária para indicar a vogal curta.

## Gramática

### Sintaxe
Assim como todas as línguas célticas insulares, as frases em o córnico normalmente seguem a ordem VSO (verbo-sujeito-objeto)

### Artigos
O córnico não possui artigo indefinido, "aval" pode significar tanto "maçã" quanto "uma maçã". Unn já foi usado em textos antigos, mas normalmente é omitido nas versões revividas da língua. An (o, a, os, as) é o artigo definido.
Quando o substantivo que acompanha o artigo está no singular feminino ou no plural masculino, sua inicial muda para o segundo estado.
Quando o artigo an é precedido por uma preposição ou conjunção, e às vezes por outras palavras que terminam em vogal, o artigo perde a vogal e é escrito como ′n.
den, homem; an den, o homem; dhe'n den, ao homem.
benyn, mulher; an venyn, a mulher; dhe'n venyn, à mulher.
tasow, pais; an dasow, os pais; dhe'n dasow, aos pais.
benenes, mulheres; an benenes, as mulheres; dhe'n benenes, às mulheres.

### Preposições
Assim como todas as línguas célticas, as preposições em córnico são "conjugadas".
|     | yn "em"                 | war "sobre"           | dhyworth ~ dhort "de"  | gans ~ gen "com" | dhe "a"             | rag "para"        |
| --- | ----------------------- | --------------------- | ---------------------- | ---------------- | ------------------- | ----------------- |
| 1S  | ynnov ~ ynnam           | warnav ~ warnam       | dhyworthiv ~ dhortam   | genev ~ genam    | dhymm(o) ~ dhebm(o) | ragov ~ ragam     |
| 2S  | ynnos                   | warnas                | dhyworthis ~ dhortis   | genes            | dhis(o) ~ dhes(o)   | ragos             |
| 3SM | ynno ~ ynno, ytno, etto | warnodho              | dhyworto ~ dhorto      | ganso ~ ganjo    | dhodho              | ragdho ~ ragto    |
| 3SF | ynni ~ ynni, ydni       | warnedhi              | dhyworti ~ dhorti      | gensi            | dhedhi              | rygdhi            |
| 1P  | ynnon                   | warnan                | dhyworthyn ~ dhortyn   | genen            | dhyn ~ dhen         | ragon             |
| 2P  | ynnowgh ~ ynno'         | warnowgh ~ warno'     | dhyworthowgh ~ dhorto' | genowgh ~ geno'  | dhywgh ~ dhew'      | ragowgh ~ rago'   |
| 3P  | ynna ~ ynnans, ettans   | warnedha ~ warnedhans | dhywortha ~dhortans    | gansa ~ ganjans  | dhedha ~ dhodhans   | ragdha ~ ragdhans |

### Substantivos

#### Formação
Os substantivos em córnico podem ser primitivos ou derivados. Substantivos primitivos não têm uma terminação especial para diferenciá-los de outros substantivos. Substantivos derivados, principalmente abstratos, são formados de adjetivos, verbos ou outros substantivos. Existem também os substantivos verbais, que têm a forma do infinitivo do verbo.
- Substantivos são derivados de adjetivos, verbos ou outros substantivos ao adicionar "-der" ou "-ter".

dader, bondade, de da, bom.
melder, doçura, de mel, mel.
- Substantivos abstratos são derivados de adjetivos e substantivos ao adicionar "-eth" ou "-neth".

gwiryoneth, realidade, de gwiryon, autêntico.
folneth, tolice, de fol, tolo.
- Substantivos abstratos são derivados de verbos ao adicionar "-ans".

kryjyans ~ krejyans, crença, de krysi ~ kreji, crer.
gevyans, perdão, de gava, perdoar.
- Substantivos significando agentes ou fazedores são derivados de verbos, substantivos e adjetivos ao adicionar "-or", "-er" ou "-yas".

pyskador ~ peskador, pescador, de pysk ~ pesk, peixe.
skrifyas, escritor, de skrifa, escrever.

#### Gênero
Assim como no português, os substantivos em córnico podem ser masculinos ou femininos. Só existem três casos onde o gênero importa.
1. Quando um substantivo ou adjetivo precedendo um substantivo é precedido pelo artigo an. Se o substantivo ou adjetivo estiver no singular masculino ou o substantivo no feminino, ou o adjetivo de ambos, no plural, sua inicial permanece no primeiro estado. Se o substantivo ou adjetivo estiver no singular feminino ou o substantivo no plural masculino, sua inicial muda pro segundo estado.
2. Quando um adjetivo qualificador segue um substantivo no singular masculino ou no plural, a inicial do adjetivo permanece no primeiro estado. Se o substantivo estiver no singular feminino, a inicial do adjetivo muda pro segundo estado.
3. O pronome singular feminino da 3ª pessoa é usado quando o substantivo é feminino.

Exemplos:
tas, (um) pai; an tas, o pai.
tasow, pais; an dasow, os pais.
myrgh ~ mergh, (uma) filha; an vyrgh ~ an vergh, a filha.
myrghes ~ merghes, filhas; an myrghes ~ an merghes, as filhas.
tas mas, (um) bom pai; myrgh vas ~ mergh vas, (uma) filha boa; an vyrgh vas ~ an vergh vas, a filha boa.
tasow mas, bons pais; myrghes mas ~ merghes mas, filhas boas.
Existem duas formas de formar o equivalente feminino de alguns substantivos masculinos que representam objetos animados.
- Ao adicionar "-es".

maw, garoto; mowes ~ mos, garota.
peghador, pecador; peghadores, pecadora.
- Com uma palavra diferente. Geralmente representam parentesco ou animais domésticos.

den, homem; benyn, mulher; flogh, criança
tas, pai; mamm ~ mabm, mãe.
margh, cavalo; kasek, égua; ebel, potro.

#### Plural
Existem sete formas de se formar o plural dos substantivos:
1. Com "-ow" ou "-yow".
alhwedh, chave; alhwedhow.
dorn, mão; dornow.
2. Com "-on" ou "-yon".
Kristyon, cristão; Kristonyon.
Sows, inglês; Sowson.
3. Com "-i".
esel, membro (do corpo); eseli.
Godhal, irlandês; Godhyli.
4. Com "-es" ou "-edh".
myrgh ~ mergh, filha; myrghes ~ merghes
sylli, enguia; syllies
5. Modificando a vogal.
toll, buraco: tell.
askorn, osso; eskern.
6. Eliminando a sílaba "-en" da forma no singular. Palavras com esse tipo de plural são normalmente mais usadas na sua forma no plural e representam coletividade.
derowen, carvalho; derow
delen, folha; del.
7. Com "-yn".
hanow, nome; henwyn.
O plural de "den" ("pessoa"), "tus" ("gente") é uma exceção às regras anteriores.

#### Dual
Partes do corpo que são pares (olhos, orelhas, mãos, etc.) quando são mencionadas fazendo referência a um par da mesma pessoa, são expressas por uma palavra composta com o numeral "dew" ou "diw" ("dois") prefixado ao singular.
dorn, mão; dewdhorn, duas mãos; dornow, mãos.
lagas, olho; dewlagas, dois olhos; lagasow ~ lagajow, olhos.
skovarn, orelha; diwskovarn, duas orelhas; skovornow, orelhas.

### Adjetivos
Os adjetivos em córnico podem ser primitivos ou derivados.
 Adjetivos primitivos não têm terminações específicas. Adjetivos derivados são formados adicionando o sufixo "-ek" ou "-ik" ao substantivo ou verbo.
own, medo; ownek, medroso.
kolon, coração; kolonnek ~ kolodnek, cordial.
Brasil, Brasil; Brasilek, brasileiro.
O feminino dos adjetivos pode ser formado de duas formas.
1. Mudando a inicial do adjetivo para o segundo estado se ela for mutável. Isso só acontece quando o substantivo no feminino precede o adjetivo. Quando o adjetivo precede o substantivo ou o adjetivo precede um substantivo no masculino ou plural de ambos os gêneros, a inicial permanece no primeiro estado, a não ser por outras circunstâncias como preposições, pronomes precedendo, etc., ou quando o artigo "an" precede um adjetivo qualificando um substantivo no singular do feminino.
2. Raramente e irregularmente, ao alterar a vogal da raiz, assim como pela mudança da inicial.

O plural dos adjetivos é formado ao adicionar "-on" ou "-yon". Raramente, principalmente em poesia, esse plural é encontrado em concordância com um substantivo no plural, mas normalmente adjetivos qualificadores são tratados como indeclináveis. Em geral, a forma plural só é utilizada quando o adjetivo é usado como um substantivo.
A posição normal do adjetivo é após o substantivo. Mas às vezes ele o precede, nesse caso a inicial do substantivo muda pro segundo estado, a não ser que o adjetivo esteja no grau comparativo ou superlativo, quando a inicial não muda. Alguns adjetivos que costumam preceder o substantivo são: drog, mau; leun, cheio; hager, feio; fals, falso. "Meur" ("grande") pode vir antes ou depois.

### Pronomes

#### Pessoais
Os pronomes pessoais em córnico variam em pessoa, número (singular e plural), gênero (somente na 3ª pessoa do singular) e função sintática. Os pronomes independentes e sufixados na 1ª e 2ª pessoa do singular variam entre as formas com "y" (my, vy, ty, chy, sy, jy) e "e" (me, ve, te, che, se, je). Além disso, alguns pronomes variam entre o Córnico Médio Revivido e o Córnico Tardio Revivido.
Legenda das tabelas:

1= primeira pessoa;
2= segunda pessoa;
3= terceira pessoa;
S= singular;
P= plural; 
m.= masculino;
f.= feminino;
L= causa lenição;
A= causa aspiração;
M= causa mutação mixa (tipo 2);
|      | Independente (Sujeito) | Sufixo               | Sufixo (Enfático) | Infixo (Objeto) | Prefixo (Possessivo) |
| ---- | ---------------------- | -------------------- | ----------------- | --------------- | -------------------- |
| 1S   | my - me                | vy - ve, ma, a       | evy               | 'm              | owA, 'm              |
| 2S   | ty - te                | sy - se, jy - je, ta | tejy              | 'thM            | dhaL, 'thM           |
| 3Sm. | ev                     | ev, va, a            | eev               | 'n              | yL                   |
| 3Sf. | hi                     | hi                   | hyhi              | 's              | hyA                  |
| 1P   | ni                     | ni                   | nyni              | 'gan, 'n        | agan                 |
| 2P   | hwi                    | hwi                  | hwyhwi            | 'gas, 's        | agas                 |
| 3P   | i                      | i                    | ynsi              | 's              | agaA                 |

|      | Independente (Sujeito) | Sufixo             | Sufixo (Enfático) | Infixo (Objeto) | Prefixo (Possessivo) |
| ---- | ---------------------- | ------------------ | ----------------- | --------------- | -------------------- |
| 1S   | my - me                | vy - ve, ma, a     | evy               | 'm              | 'oA, maA, 'mA        |
| 2S   | ty - te, chy - che     | chy - che, ta      | tejy              | 'thM            | dhaL, 'thM           |
| 3Sm. | ev, e'                 | ev, e', va, a, ava | -                 | 'n              | yL                   |
| 3Sf. | hei                    | hei                | -                 | 's              | hyA                  |
| 1P   | nei                    | nei                | -                 | 'gan, 'n        | 'gan                 |
| 2P   | hwei                   | hwei               | -                 | 'gas, 's        | 'gas                 |
| 3P   | anjei, jei             | anjei              | -                 | 's              | 'gaA                 |

#### Demonstrativos
O córnico possui dois pronomes demonstrativos, equivalentes a "isso" e "aquilo" no português.
|          | Masculino     | Feminino      | Plural   |
| -------- | ------------- | ------------- | -------- |
| "isso"   | hemma ~ hebma | homma ~ hobma | an re ma |
| "aquilo" | henna ~ hedna | honna ~ hodna | an re na |

Quando o pronome demonstrativo é posicionado antes da cópula, o "-a" final é eliminado. Ex.: hemm yw lyver, isso é um livro.
Os adjetivos demonstrativos são: an ... ma, (isso, esse, essa, esses e essas); an ... na, (aquilo, aquele, aquela, aqueles e aquelas). Ex.: an keun ma, esses cachorros; an gathes na, aqueles gatos.

### Verbos

#### Verbos Regulares
Os verbos em córnico não possuem uma terminação específica no infinitivo, essa forma do verbo é usada como raiz para adjetivos e substantivos.
|                                           | Singular | Singular  | Singular  | Plural | Plural | Plural | Passivo |
| 1                                         | 2        | 3         | 1         | 2      | 3      |        | Passivo |
| ----------------------------------------- | -------- | --------- | --------- | ------ | ------ | ------ | ------- |
| Presente do Indicativo                    | -av      | -ydh, -ys | -⌀        | -yn    | -owgh  | -ons   | -ir     |
| Pretérito Imperfeito                      | -en      | -es       | -a        | -en    | -ewgh  | -ens   | -ys     |
| Pretérito                                 | -is      | -sys      | -as       | -syn   | -sowgh | -sons  | -as     |
| Condicional / Pretérito Mais-que-perfeito | -sen     | -ses      | -sa       | -sen   | -sewgh | -sens  | -sys    |
| Presente do Subjuntivo                    | -iv      | -i        | -o        | -yn    | -owgh  | -ons   | -er     |
| Pretérito Imperfeito do Subjuntivo        | -en      | -es       | -a        | -en    | -ewgh  | -ens   | -ys     |
| Imperativo                                | -        | -⌀        | -es, -ens | -yn    | -ewgh  | -ens   | -       |

Particípio: -ys
Presente Particípio: ow + (verbo no infinitivo no quarto estado)

#### Verbos Irregulares
Os verbos irregulares podem ser usados em construções de frases mais complexas, por isso possuem mais conjugações que os verbos regulares.
|                                    | Singular | Singular        | Singular            | Plural | Plural   | Plural              | Passivo |
| 1                                  | 2        | 3               | 1                   | 2      | 3        |                     | Passivo |
| ---------------------------------- | -------- | --------------- | ------------------- | ------ | -------- | ------------------- | ------- |
| Presente do Indicativo             | ov       | os              | yw                  | on     | owgh     | yns                 | or      |
| Presente do Indicativo             | esov     | esos, yma       | yma, eus, usi, eder | eson   | esowgh   | ymons, esons, usons | eder    |
| Futuro do Indicativo               | bedhav   | bedhydh, bedhys | bydh                | bedhyn | bedhowgh | bedhons             | bedher  |
| Pretérito Imperfeito               | en       | es              | o                   | en     | ewgh     | ens                 | os      |
| Pretérito Imperfeito               | esen     | eses            | esa                 | esen   | esewgh   | esens               | eses    |
| Habitual Imperfeito                | bedhen   | bedhes          | bedha               | bedhen | bedhewgh | bedhens             | bedhes  |
| Pretérito do Indicativo            | beuv     | beus            | beu                 | beun   | nbewgh   | bons                | beus    |
| Condicional                        | bien     | bies            | bia                 | ben    | biewgh   | biens               | bies    |
| Presente do Subjuntivo             | biv      | bi              | bo                  | byn    | bowgh    | bons                | ber     |
| Pretérito Imperfeito do Subjuntivo | ben      | bes             | be                  | ben    | bewgh    | bens                | bes     |
| Imperativo                         | -        | bydh            | bedhes, bedhens     | bedhyn | bedhewgh | bedhens             | -       |

Particípio: -vedhys (usado somente em compostos)
Presente Particípio: ow pos

### Numerais
Assim como o francês, o córnico utiliza um sistema de numeração vigesimal.
| Numeral   | Cardinal                      | Cardinal                   | Ordinal                           |
| Numeral   |                               | Tradução literal           | Ordinal                           |
| --------- | ----------------------------- | -------------------------- | --------------------------------- |
| 0         | mann                          | zero                       | -                                 |
| 1         | onan, unn ~ udn               | um                         | kynsa ~ kensa                     |
| 2         | dewm., diwf.                  | dois                       | nessa                             |
| 3         | tri ~ treim., teyrf.          | três                       | tressa                            |
| 4         | peswar ~ pajarm., pederf.     | quatro                     | peswora ~ pajwora                 |
| 5         | pymp ~ pemp                   | cinco                      | pympes ~ pempes                   |
| 6         | hwegh                         | seis                       | hweghves ~ hweffes                |
| 7         | seyth                         | sete                       | seythves                          |
| 8         | eth                           | oito                       | ethves                            |
| 9         | naw                           | nove                       | nawves ~ nawhes                   |
| 10        | deg                           | dez                        | degves                            |
| 11        | unnek ~ udnek                 | onze                       | unnegves ~ udnegves               |
| 12        | dewdhek                       | doze                       | dewdhegves                        |
| 13        | tredhek ~ terdhek             | treze                      | tredhegves ~ terdhegves           |
| 14        | peswardhek                    | catorze                    | peswardhegves                     |
| 15        | pymthek ~ pemdhek             | quinze                     | pymthegves ~ pemdhegves           |
| 16        | hwetek                        | dezesseis                  | hwetegves                         |
| 17        | seytek                        | dezessete                  | seytegves                         |
| 18        | etek                          | dezoito                    | etegves                           |
| 19        | nownsek ~ nownjek             | dezenove                   | nownsegves ~ nownjegves           |
| 20        | ugens                         | vinte                      | ugensves                          |
| 21        | onan warn ugens               | um sobre vinte             | (kensa ~ kynsa) warn ugens        |
| 30        | deg warn ugens                | dez sobre vinte            | degves warn ugens                 |
| 40        | dew ugens                     | dois vintes                | dew ugensves                      |
| 50        | hanterkans deg ha dew ugens   | meio cem dez e dois vintes | hanterkansves degves ha dew ugens |
| 60        | (tri ~ trei) ugens            | três vintes                | (tri ~ trei) ugensves             |
| 70        | deg ha (tri ~ trei) ugens     | dez e três vintes          | degves ha (tri ~ trei) ugens      |
| 80        | (peswar ~ pajar) ugens        | quatro vintes              | (peswar ~ pajar) ugensves         |
| 90        | deg ha (peswar ~ pajar) ugens | dez e quatro vintes        | degves ha (peswar ~ pajar) ugens  |
| 100       | kans                          | cem                        | kansves                           |
| 200       | dew kans                      | dois cens                  | dew kansves                       |
| 1.000     | mil                           | mil                        | milves                            |
| 2.000     | diw vil                       | dois mil                   | diw vilves                        |
| 1.000.000 | milvil milyon                 | mil mil milhão             | milvilves                         |

O numeral onan é usado somente quando os numerais são usados de forma independente, unn ~ udn é usado quando o numeral acompanha um substantivo. Os numerais 2, 3, e 4 têm formas masculinas e femininas. Todos os substantivos que acompanham um numeral ficam no singular, a não ser que sejam precedidos pela preposição a. Substantivos femininos sofrem lenição depois de unn ~udn. dew e diw causam lenição, tri ~ trei e teyr causam aspiração.De 21 a 39 os números são formados da seguinte forma: (numeral 1-19) + warn ugens ("sobre vinte").
- 25 (5 + 20) → pymp warn ugens
- 37 (17 + 20) → seytek warn ugens

De 40 a 199 (exceto 50 e 100): (numeral 1-19) + (ha) ("e") + (multiplicador) + ugens
- 55 (15 + 2 * 20) → pymthek ha dew ugens
- 82 (2 + 4 * 20) → dew ha peswar ugens
- 101 (1 + 5 * 20) → onan ha pymp ugens
- 160 (0 + 8 * 20) → eth ugens
- 189 (9 + 9 * 20) → naw ha naw ugens

De 200 a 999: (multiplicador) + kans + (ha) + (numeral 1-99)
- 300 (3 * 100 + 0) → tri hans
- 645 (6 * 100 + 45) → hwegh kans ha pymp ha dew ugens
- 950 (9 * 100 + 50) → naw kans ha hanterkans

Acima de 1000 os numerais seguem um padrão parecido:
- 1100 (1000 + 100) → mil ha kans
- 10000 (10 * 1000) → deg mil

Mil causa lenição nos substantivos, mas não em numerais adicionais.
Quando numerais compostos são utilizados, o substantivo acompanha o primeiro deles:
- 70 anos → deg bledhen ha tri ugens ("dez anos e três vintes")
- 48 patos → etek hos ha dew ugens ("dezoito patos e dois vintes")

## Amostras de texto
Da Declaração Universal dos Direitos Humanos:
| Córnico                              | Tradução                               |
| ------------------------------------ | -------------------------------------- |
| Genys frank ha par yw oll tus an bys | Todos os seres humanos nascem livres e |
| yn aga dynita hag yn aga gwiryow.    | iguais em dignidade e em direitos.     |
| Enduys yns gans reson ha kowses      | Dotados de razão e de consciência,     |
| hag y tal dhedha omdhon an eyl orth  | devem agir uns para com os outros      |
| y gila yn spyrys a vrederedh.        | em espírito de fraternidade.           |